# Pavel Shakirov
Pavel Shakirov (in russo Павел Шакиров?; 18 gennaio 1988) è un giocatore di calcio a 5 kazako.

## Carriera
Durante la militanza nel Qairat fu convocato dalla nazionale maschile under 21 di calcio a 5 del Kazakistan al campionato europeo di categoria in cui la selezione centrasiatica fu eliminata al primo turno. 